# Óscar Murillo
Óscar Fabián Murillo Murillo (Armenia, 1988. április 18. –) kolumbiai válogatott labdarúgó, jelenleg a mexikói Pachuca játékosa. Posztját tekintve hátvéd.

## Pályafutása

### Klubcsapatban
Murillo pályafutását az argentin Boca Juniorsban kezdte. 2007-ben visszatért Kolumbiába, ahol a másodosztályú Centauros Villavicencio játékosa lett. 2008-ban szülővárosának csapatához, a Deportes Quindíóhoz szerződött, ahol rendszeres játéklehetőséghez jutott. Teljesítményével több külföldi klub figyelmét felkeltette, elsősorban az észak-amerikai Major League Soccer-ből. 2010 februárjában a Colorado Rapids vette kölcsön. 2010 júliusában visszatért csapatához, anélkül, hogy a Coloradóban egyetlen tétmérkőzésen is pályára lépett volna. 2012. február 20-án az Atlético Nacional szerződtette. 2015. december 10-én a mexikói Pachuca játékosa lett. Bajnokságot és CONCACAF-bajnokok ligáját nyert a klubbal.

### A válogatottban
A kolumbiai válogatottban 2016-ban mutatkozott be. Részt vett a 2018-as világbajnokságon.

## Sikerei, díjai
Atlético Nacional
- Kolumbiai bajnok: 2013-I, 2013-II, 2014-I
- Kolumbiai kupagyőztes: 2012, 2013
- Kolumbiai Szuperkupa-győztes: 2012

Pachuca
- Mexikói bajnok: Clausura 2016
- CONCACAF-bajnokok ligája: 2016–17

## További információ
- Fabian Murillo, Official Liga MX Profil
- Óscar Murillo adatlapja a Soccerway oldalon (angolul)